# Classification Thibaudeau
En typographie, la classification Thibaudeau permet de classer les polices de caractères en 4 grandes familles, rassemblées selon la forme des empattements. Inventée en 1921 par Francis Thibaudeau, elle a été améliorée par la classification Vox-Atypi, plus complète. Cette classification a néanmoins l'intérêt d'être relativement simple à appréhender.
Pour compléter sa classification, Thibaudeau rajoute la catégorie des écritures (pour les scriptes) et des fantaisies (pour les caractères publicitaires).

## Les elzévirs

Empattements triangulaires.

La famille des elzévirs ou des garaldes, créée par les typographes hollandais Elzevier, regroupe les caractères à empattements triangulaires. Cette famille correspond aux trois familles classiques de la classification Vox-ATypI, c'est-à-dire les humanes, les garaldes et les réales.
Les Garamond, Palatino ou Times font partie de ce groupe.

## Les didots

Empattements filiformes.

La famille des didots famille rassemble les caractères ayant pour point commun un très fort contraste entre pleins et déliés, ainsi que des empattements filiformes. Ils correspondent aux didones de la classification Vox-Atypi.
Exemples : Didot, Bodoni, Walbaum…

## Les égyptiennes

Empattements rectangulaires.

La famille des égyptiennes correspondent aux mécanes de la classification Vox-Atypi. Ces caractères ont des empattements rectangulaires.
Exemples : Memphis, Rockwell…

## Les antiques

Police sans empattements.

La famille des antiques inclut les polices sans empattements (ou sans serif en anglais). Dans la classification Vox-Atypi, cette famille correspond aux linéales.
Exemples : Futura, Univers, Arial, Helvetica…